# Audrey Hepburnplein
Het Audrey Hepburnplein, voorheen het Kerkplein, is een plein in het centrum van Arnhem en is vernoemd naar een der beroemdste filmactrices van de twintigste eeuw. Op het plein bevindt zich het monument 'Mens tegen macht', waar de jaarlijkse dodenherdenking wordt gehouden. Het plein behoort tot de oudste delen van de stad.

## Geschiedenis
Voor de Tweede Wereldoorlog was het plein nog een volgebouwd gebied met talloze woningen. In het oorlogsjaar 1944 werd het gebied ernstig beschadigd. Na de wederopbouw ontstond er voor de herbouwde Sint-Eusebiuskerk een groot kale vlakte. Het plein kreeg de naam Kerkplein en werd in eerste instantie gebruikt als parkeerplaats. Niet veel later werd het gebruikt voor evenementen en de wekelijkse warenmarkt.
Na de oplevering van de nieuwe OV-terminal in 2016, werd er verder hard gewerkt aan het heropbouwen en inrichten van het zuidelijke binnenstad. Zo verhuisde het Focus filmtheater naar een nieuw gebouw op het plein en kwamen er nieuwe woningen tussen het theater en de Eusebius. Tevens keerde de Sint-Jansbeek terug in het gebied. Met de nieuwe gebouwen kreeg de binnenstad op die plek een beetje zijn oude stratenpatroon terug. De gemeente schreef een wedstrijd uit voor de naam voor nieuwe ontstane plein, met uiteindelijk de vernoeming naar Audrey Hepburn als winnaar.

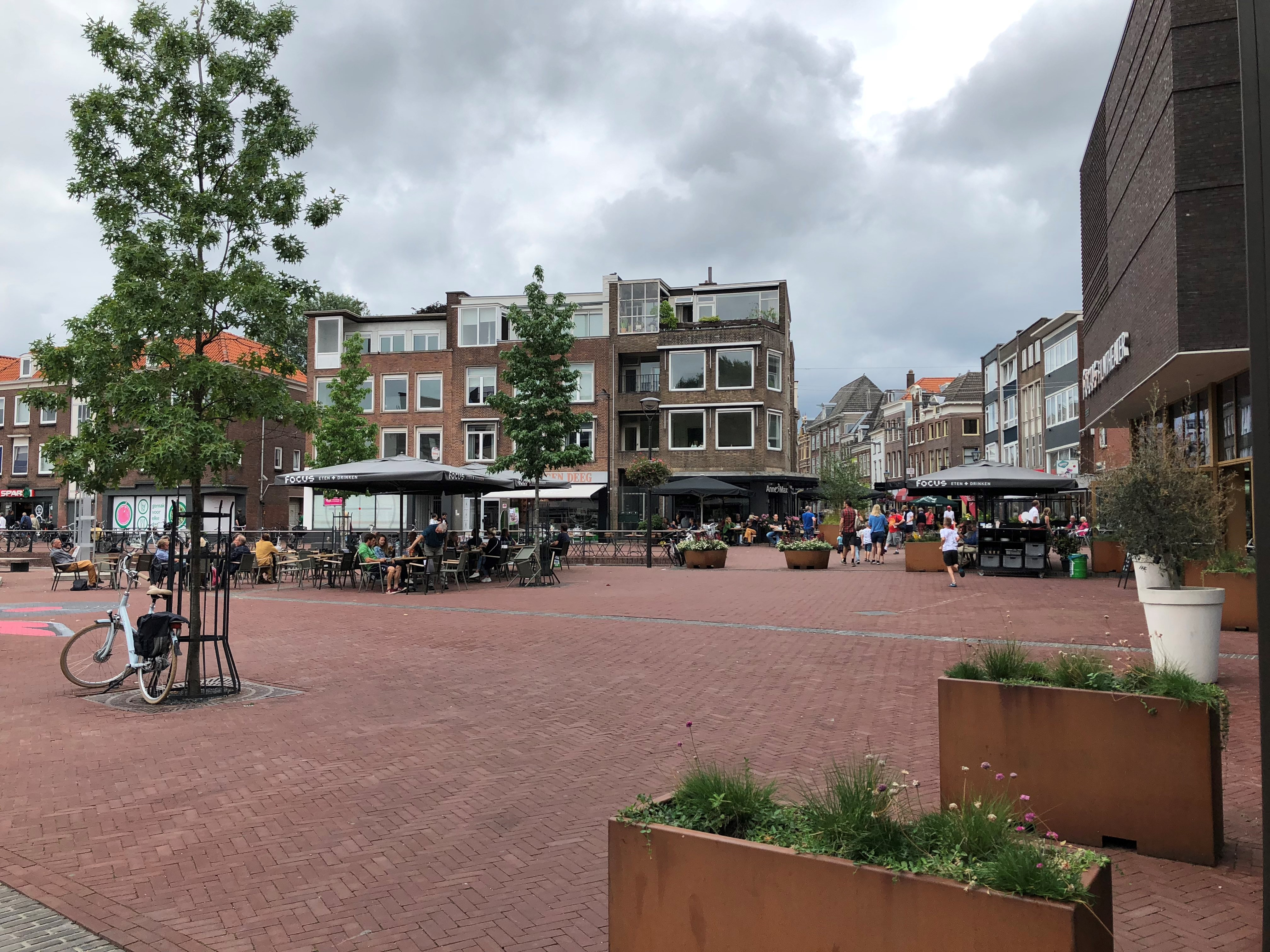
Audrey Hepburnplein kijkend richting Bakkerstraat
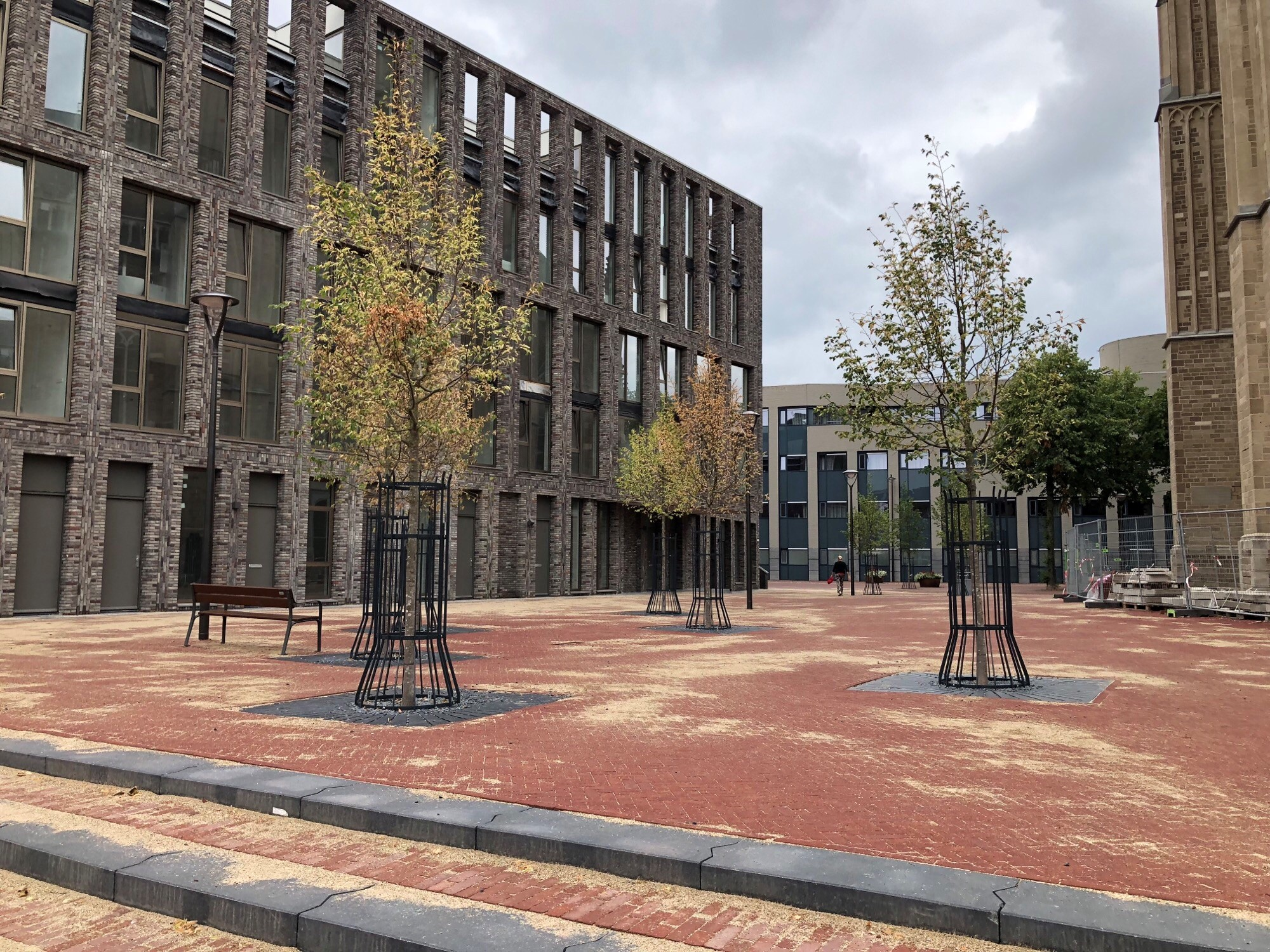
Aan de achterzijde van Focus filmtheater bevindt zich het huidige Kerkplein

1. ↑  Marco Bouman, Audrey Hepburn krijgt dinsdag haar eigen plein in Arnhem. De Gelderlander (11 december 2017). Gearchiveerd op 13 december 2017. Geraadpleegd op 4 april 2021.